# Blumenau (Engelskirchen)
Blumenau ist ein Ort in der Gemeinde Engelskirchen im Oberbergischen Kreis in Nordrhein-Westfalen in Deutschland.

## Lage und Beschreibung
Der Ort liegt im Nordosten von Engelskirchen nördlich der Agger im Tal der Leppe. Nachbarorte sind Madonna, Feckelsberg, Rommersberg und Rosenau.
Der Haltepunkt Blumenau lag an der Leppetalbahn, welche stillgelegt ist.

## Geschichte
Die amtliche topografische Karte der Jahre 1894 bis 1896 zeigt an der Stelle von Blumenau erstmals mehrere Gebäudegrundrisse. Die Ortsbezeichnung Blumenau ist ab der topografischen Karte von 1927 verzeichnet.